# 11e cérémonie des Washington DC Area Film Critics Association Awards
La 11e cérémonie des Washington DC Area Film Critics Association Awards, décernés par la Washington DC Area Film Critics Association, a eu lieu le 10 décembre 2012, et a récompensé les films réalisés dans l'année,.

## Palmarès

### Meilleur film
- Zero Dark Thirty
  - Argo
  - Happiness Therapy (Silver Linings Playbook)
  - Lincoln
  - Les Misérables

### Meilleur réalisateur
- Kathryn Bigelow pour Zero Dark Thirty
  - Ben Affleck pour Argo
  - Tom Hooper pour Les Misérables
  - Steven Spielberg pour Lincoln
  - Paul Thomas Anderson pour The Master

### Meilleur acteur
- Daniel Day-Lewis pour le rôle d'Abraham Lincoln dans Lincoln
  - John Hawkes pour le rôle de Mark O'Brien dans The Sessions
  - Hugh Jackman pour le rôle de Jean Valjean dans Les Misérables
  - Joaquin Phoenix pour le rôle de Freddie Quell dans The Master
  - Denzel Washington pour le rôle de Whip Whitaker dans Flight

### Meilleure actrice
- Jessica Chastain pour le rôle de Maya dans Zero Dark Thirty
  - Marion Cotillard pour le rôle de Stéphanie dans De rouille et d'os
  - Jennifer Lawrence pour le rôle de Tiffany dans Happiness Therapy (Silver Linings Playbook)
  - Helen Mirren pour le rôle d'Alma Reville dans Hitchcock
  - Emmanuelle Riva pour le rôle d'Anne dans Amour

### Meilleur acteur dans un second rôle
- Philip Seymour Hoffman pour le rôle de Lancaster Dodd dans The Master
  - Alan Arkin pour le rôle de Lester Siegel dans Argo
  - Javier Bardem pour le rôle de Raoul Silva dans Skyfall
  - Leonardo DiCaprio pour le rôle de Calvin Candie dans Django Unchained
  - Tommy Lee Jones pour le rôle de Thaddeus Stevens dans Lincoln

### Meilleure actrice dans un second rôle
- Anne Hathaway pour le rôle de Fantine dans Les Misérables
  - Amy Adams pour le rôle de Mary Sue Dodd dans The Master
  - Samantha Barks pour le rôle d'Éponine dans Les Misérables
  - Sally Field pour le rôle de Mary Todd Lincoln dans Lincoln
  - Helen Hunt pour le rôle de Cheryl dans The Sessions

### Meilleur jeune espoir
- Quvenzhané Wallis pour Les Bêtes du sud sauvage (Beasts of the Southern Wild)
  - Jared Gilman pour Moonrise Kingdom
  - Kara Hayward pour Moonrise Kingdom
  - Tom Holland pour 'The Impossible
  - Logan Lerman pour Le Monde de Charlie (The Perks of Being a Wallflower)

### Meilleure distribution
- Les Misérables
  - Argo
  - Lincoln
  - Moonrise Kingdom
  - Zero Dark Thirty

### Meilleur scénario original
- Looper – Rian Johnson
  - Django Unchained – Quentin Tarantino
  - The Master – Paul Thomas Anderson
  - Moonrise Kingdom – Roman Coppola et Wes Anderson
  - Zero Dark Thirty – Mark Boal

### Meilleur scénario adapté
- Happiness Therapy (Silver Linings Playbook) – David O. Russell
  - Argo – Chris Terrio
  - Lincoln – Tony Kushner
  - Le Monde de Charlie (The Perks of Being a Wallflower) – Stephen Chbosky
  - L'Odyssée de Pi (Life Of Pi) – David Magee

### Meilleure direction artistique
- Cloud Atlas
  - Anna Karénine (Anna Karenina)
  - Lincoln
  - Les Misérables
  - Moonrise Kingdom

### Meilleure photographie
- L'Odyssée de Pi (Life Of Pi) – Claudio Miranda
  - The Master – Mihai Malăimare Jr.
  - Les Misérables – Danny Cohen
  - Skyfall – Roger Deakins
  - Zero Dark Thirty – Greig Fraser

### Meilleure musique de film
- The Master – Jonny Greenwood
  - Les Bêtes du sud sauvage (Beasts of the Southern Wild) – Benh Zeitlin et Dan Romer
  - Le Hobbit : Un voyage inattendu (The Hobbit: An Unexpected Journey) – Howard Shore
  - Lincoln – John Williams
  - Moonrise Kingdom – Alexandre Desplat

### Meilleur film en langue étrangère
- Amour •  Autriche /  France
  - Royal Affair (En kongelig affære) •  Danemark
  - I Wish (奇跡) •  Japon
  - Intouchables •  France
  - De rouille et d'os •  France

### Meilleur film d'animation
- L'Étrange Pouvoir de Norman (ParaNorman)
  - Les Cinq Légendes (Rise Of The Guardians)
  - Frankenweenie
  - Les Mondes de Ralph (Wreck-it Ralph)
  - Rebelle (Brave)

### Meilleur film documentaire
- Bully
  - The Imposter
  - The Invisible War
  - The Queen of Versailles
  - Searching For Sugar Man